# تازه‌کند (اهر)
تازه‌کند (شاهوردی) یکی از روستاها و مرکز بخش فندقلو شهرستان اهر در استان آذربایجان شرقی است. این روستا در تاریخ ۱۳ آبان ۱۳۹۷ خورشیدی به مرکزیت بخش ارتقا یافته است.این روستا ۱۳۴ نفر جمعیت دارد.

## جمعیت
بنابر سرشماری مرکز آمار ایران، جمعیت روستای تازه‌کند قشلاق در سال ۱۳۹۵ خورشیدی، برابر با ۱۳۴ نفر بوده است.